# 下霍洛夫利
50°24′49″N 26°48′9″E / 50.41361°N 26.80250°E
下霍洛夫利（烏克蘭語：Нижні Головлі），是烏克蘭西部赫梅利尼茨基州舍佩蒂夫卡區的村莊。該村始建於1944年，面積0.84平方公里，海拔高度243米，2001年人口170，人口密度每平方公里202.4人。